# Europees kampioenschap dammen 2020
Het Europees kampioenschap dammen 2020 algemeen en voor vrouwen stond gepland voor maandag 5 t/m dinsdag 13 oktober 2020 in Antalya.

Vanwege de coronapandemie werd het toernooi afgelast oftewel uitgesteld naar een later tijdstip.

Het volgende Europees kampioenschap (algemeen en voor vrouwen) was het EK 2022 dat werd gespeeld van maandag 3 t/m zondag 9 oktober in Kortrijk. 

## Speelsysteem
Het Zwitsers systeem bestaande uit 9 ronden zou worden gehanteerd. 
Mochten spelers puntgelijk eindigen, dan zou de rangschikking worden bepaald op basis van het aantal weerstandspunten waarbij de punten van de hoogst en laagst geëindigde tegenstander niet worden meegerekend.

Bolzano 1965 · 
Livorno 1967 · 
Livorno 1968 · 
Rome 1969 · 
Soechoemi 1971 · 
Arco 1974 · 
Brussel 1977 · 
Deventer 1983 · 
Moskou 1987 · 
Parthenay 1992 · 
Lubliniec 1995 · 
Hoogezand 1999 · 
Domburg 2002 · 
Bovec 2006 · 
Tallinn 2008 · 
Murzasichle 2010 · 
Emmen 2012 · 
Tallinn 2014 · 
İzmir 2016 · 
Moskou 2018 · 
Antalya 2020 · 
Kortrijk 2022 · 
Chianciano Terme 2024